# Камея

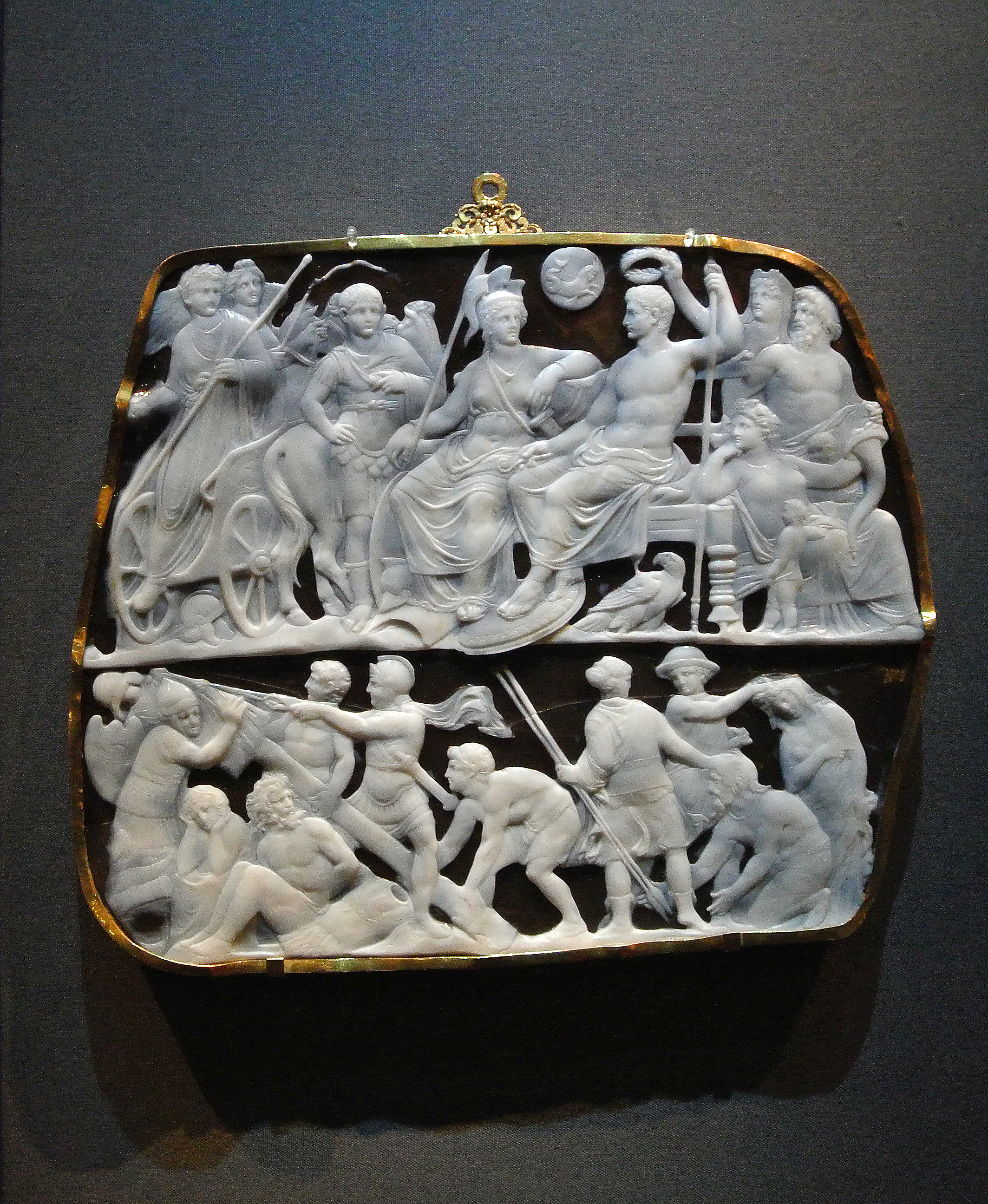
«Гема Августа», 9—12 н. е., камея із сардонікса. Музей історії мистецтв, Відень

Каме́я (через фр. camée і дав.-фр. camaieu від сер.-лат. cammaeus) — різновид геми, вирізьблене з каменю рельєфне зображення, що виступає над тлом.
Походження середньовічного латинського слова cammaeus неясне: чи від араб. qamaa'il («квіткові пуп'янки») чи від перс. chumahan («агат»). Британський археолог сер Волліс Бадж стверджував, що англ. cameo походить від Kame'o — кабалістичного терміна, що означає «магічний квадрат», тобто рід талісмана, на якому були закарбовані заклинання.
Мистецтво вирізання камей набуло особливого розвитку у стародавній Греції та Римі. На камеях найчастіше зображали богів, відомих осіб. Найпоширенішими каменями для вирізання камей були напівдорогоцінні: онікс, агат, сердолік.
На територію України камеї завозилися завдяки торгівлі із середземноморськими країнами.